# Olofströms landsfiskalsdistrikt
Olofströms landsfiskalsdistrikt var 1918–1964 ett landsfiskalsdistrikt i Blekinge län, bildat som Jämshögs landsfiskalsdistrikt när Sveriges indelning i landsfiskalsdistrikt trädde i kraft den 1 januari 1918, enligt beslut den 7 september 1917. När Sveriges nya indelning i landsfiskalsdistrikt trädde i kraft den 1 januari 1952 (enligt kungörelsen 1 juni 1951) ändrades distriktets namn till Olofströms landsfiskalsdistrikt. Den 1 januari 1965 avskaffades i Sverige samtliga landsfiskaler och landsfiskalsdistrikt, och deras arbetsuppgifter delades upp på de nyskapade indelningarna polisdistrikt, åklagardistrikt och kronofogdedistrikt.
Landsfiskalsdistriktet låg under länsstyrelsen i Blekinge län.

## Ingående områden
Den 1 januari 1941 utbröts Olofströms köping ur Jämshögs landskommun. Den 1 januari 1952 ändrades inte distriktets omfattning men indelningen i landsfiskalsdistrikt men indelningen i dessa distrikt gjordes inte längre per härad.

### Från 1918
Listers härad:
- Jämshögs landskommun
- Kyrkhults landskommun

### Från 1941
Listers härad:
- Jämshögs landskommun
- Kyrkhults landskommun
- Olofströms köping

### Från 1 januari 1952
- Jämshögs landskommun
- Kyrkhults landskommun
- Olofströms köping